# 나고야항

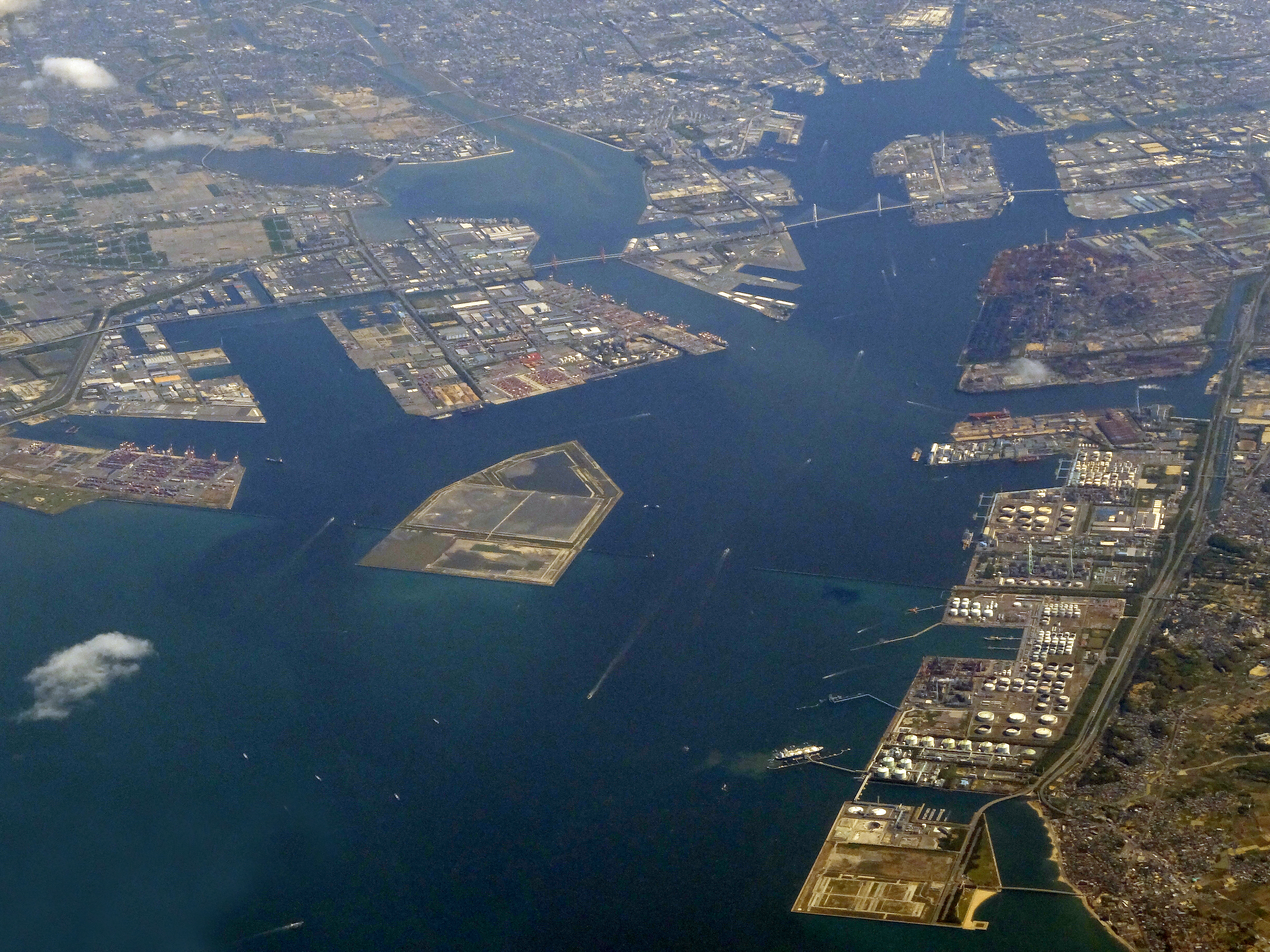
나고야항

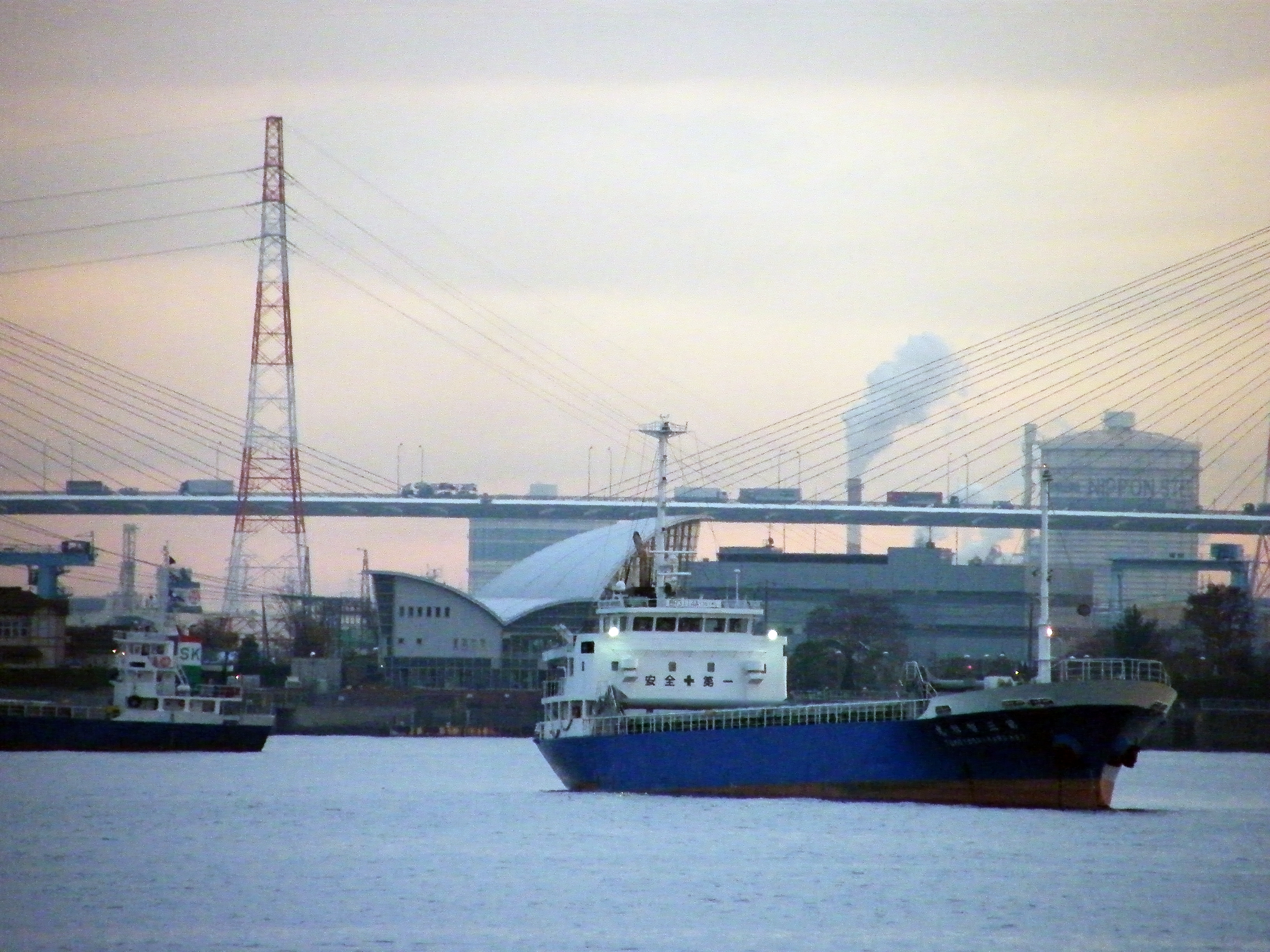
나고야항

나고야항(일본어: 名古屋港 나고야코[*]) 또는 나고야항은 아이치현 나고야시, 도카이시, 지타시, 야토미시, 도비시마촌에 걸친 항구이다. 현지에서는 메이코(일본어: 名港 메이코[*])라는 약칭으로도 불린다. 일본의 주요 국제 무역항 중 하나이다.

## 자매 항구
- 미국 캘리포니아주 로스앤젤러스항 (1959년 이후)
- 오스트레일리아 웨스턴오스트레일리아주 프리맨틀항 (1983년 이후)
- 미국 메릴랜드주 볼티모어항 (1985년 이후)
- 벨기에 안트베르펜항 (1988년 이후)
- 중국 상하이항 (2003년 이후)
- 오스트레일리아 뉴사우스웨일스주 시드니항 (2010년 이후)

## 같이 보기
- 나고야 임해 고속 철도 니시나고야코선